# No naves
No-nave es un artefacto ficticio perteneciente al universo de la saga Dune, escrita por Frank Herbert

## Creación
Chobin, científico de la Casa Richese a sueldo del barón Vladimir Harkonnen, desarrolló un tipo de nave de transporte utilizando una tecnología desconocida hasta entonces, y que por circunstancias que ahora se explican, permaneció oculta durante varios milenios. La tecnología que Chobin utilizó, se basaba en unas sutiles variaciones de las ecuaciones que Tío Holtzman desarrolló durante la construcción de los motores que utilizan los cruceros espaciales de la Cofradía. Lo peculiar de estas no-naves radica en que pueden tornarse invisibles a la detección tanto visual como instrumental. Realmente no son invisibles en absoluto, pero las modificaciones de Chobin consiguen que todo lo que esté dentro del radio de acción del dispositivo queda fuera del universo real, manteniéndose dentro de un pliegue espacial, con esto se consigue la invisibilidad total de la nave simplemente porque la nave no está en el universo (no-nave).

## Más detalles
La Casa Harkonnen mantuvo en secreto la existencia de esa nave ya que le podía proporcionar una ventaja estratégica total sobre el resto de las grandes casas, pero cometió un tremendo error al utilizarla por segunda ocasión en un ataque no autorizado sobre la sede de la Bene Gesserit, este error culminó con la destrucción parcial de la nave y su captura. Posteriormente la Bene Gesserit decidió su destrucción total al comprobar la capacidad desestabilizante sobre la política imperial que potencialmente poseía la nave.
La primera vez que el barón Vladimir Harkonnen decidió utilizar el prototipo de la no-nave fue en el interior de un crucero de la Cofradía Espacial. Cuando el emperador Shaddam IV fue coronado, los representantes de la mayor parte de las grandes casas se trasladaron a la celebración de los fastos. Durante el viaje, la nave del joven duque Leto Atreides aparentemente disparó contra dos fragatas de las Bene Tleilax que estaban atracadas cerca de las naves Atreides. Lo que nadie puedo ver fue que una bodega de una nave Harkonnen se abría sin salir ni entrar nada. La no-nave había disparado contra las fragatas tleilaxu como comienzo de un plan para acabar con la casa Atreides. Este incidente generó el juicio de decomiso contra Leto Atreides.
- Datos: Q2892354